# NGC 2093
NGC 2093 ist ein offener Sternhaufen im Sternbild Dorado (Schwertfisch) in der Großen Magellanschen Wolke.
Das Objekt wurde im Jahr 1826 von James Dunlop entdeckt.